# Smiling Friends
Smiling Friends é uma série de animação para adultos criada por Zach Hadel e Michael Cusack para o bloco noturno do canal por assinatura Cartoon Network, que gira em torno de uma pequena instituição de caridade dedicada a fazer as pessoas sorrirem. A série utiliza uma grande variedade de diferentes estilos de arte e técnicas de animação, que incluem, mas não estão limitados a animação tradicional estilizada, CGI, rotoscopia, stop motion, animação em flash e live-action.
O episódio piloto foi ao ar em 1 de abril de 2020 sem aviso prévio como parte do evento anual do Dia da Mentira do Adult Swim, juntamente com a estreia da outra série de Michael Cusack, YOLO: Crystal Fantasy. Em 19 de maio de 2021, o Adult Swim encomendou uma temporada completa de Smiling Friends, que foi inicialmente programada para estrear no final de 2021. Um painel dedicado à série foi realizado durante o Adult Swim Festival em 12 de novembro de 2021, onde o cocriador Zach Hadel mencionou que o show iria estrear "dentro de alguns meses", antecipando a programação de lançamento para 2022.  A primeira temporada finalmente estreou em 10 de janeiro de 2022, com o Adult Swim transmitindo todos os episódios da temporada em uma noite, apesar dos planos iniciais de um lançamento semanal. A primeira temporada contém 9 episódios, incluindo o piloto.
Smiling Friends foi aclamado tanto pelo público quanto pelos críticos por sua caracterização, humor, escrita e integração de técnicas mistas, incluindo animação 2D, animação 3D, stop motion e live action. A série foi renovada para uma segunda temporada em em 9 de fevereiro de 2022; a estreia da temporada foi ao ar em 1º de abril de 2024, com o resto da temporada começando a ir ao ar em 13 de maio.
A segunda temporada da série já foi produzida e esteve em exibição, tendo episódios novo lançados periodicamente (15 dias) e pode ser acompanhada pelo Adult Swim ou pelo streaming Max. Em 13 de junho de 2024, o Adult Swim renovou a série para uma terceira temporada.

## Premissa
Smiling Friends Inc. é uma pequena instituição de caridade, sediada em uma cidade parecida com a Filadélfia, cuja missão é trazer felicidade ao mundo. A série segue o dia-a-dia e as desventuras de seus representantes — o cínico Charlie e o alegre e otimista Pim — enquanto eles tentam ajudar as pessoas problemáticas que ligam para a linha de caridade, embora essa tarefa geralmente se mostre mais desafiadora do que o previsto devido à natureza muitas vezes profunda dos problemas de seus clientes.

## Produção
Smiling Friends foi criado pelos animadores Zach Hadel e Michael Cusack, conhecidos por seus sucessos individuais como criadores de conteúdo para a Newgrounds e para o YouTube. Já bem conhecidos online, a dupla concebeu a ideia para o show em 2017 enquanto jantava no Gus's Chicken em Burbank, Califórnia, onde Cusack, que mora em Melbourne, Austrália, estava visitando na época. Hadel afirmou em uma entrevista que o objetivo da dupla para o show era baseá-lo em torno de "um grupo de personagens adoráveis, com um tipo de conceito simples, que poderíamos levar a qualquer lugar que quiséssemos". Eles estabeleceram a premissa de uma linha direta para pessoas que estavam infelizes, que se tornou "o tecido conjuntivo que fez tudo se encaixar". No entanto, Hadel afirmou que, embora "a empresa seja um aspecto importante do show, é realmente o trampolim. Temos episódios em que nem é sobre o trabalho". A dupla destacou South Park e Seinfeld como uma das maiores influências do programa, e atribuiu o uso de diálogo naturalista e conversacional a Dr. Katz e Home Movies. Para o estilo de arte do show, a dupla o descreveu como uma mistura de seus próprios estilos individuais, embora Cusack tenha notado que seus próprios desenhos tendem a passar por um "brilho final de Zach".
Hadel e Cusack lançaram a série para a Adult Swim que, posteriormente, deu sinal verde para a produção do piloto, em 2018. Hadel já havia tentado vender a websérie Hellbenders de seu colega animador Chris O'Neill para a rede, mas o projeto não foi aceito, enquanto um piloto produzido de forma independente foi arquivado durante a produção. Enquanto isso, Cusack criou o curta Bushworld Adventures de Rick e Morty, que estreou durante uma peça do Dia da Mentira na rede em 2018, e também criou a série YOLO: Crystal Fantasy, que estreou em 10 de agosto de 2020.
O piloto de Smiling Friends, que a dupla considera o primeiro episódio oficial, foi ao ar no Adult Swim em 1 de abril de 2020, com aclamação da crítica e se tornou o episódio mais visto de qualquer programa no site da rede. A rede posteriormente encomendou sete episódios adicionais em maio de 2021.  Servindo como showrunners, Hadel e Cusack estiveram presentes em todos os aspectos da produção, desde a escrita, storyboards, design de personagens, animação final e design de som, o que a dupla considerou incomum para uma série animada para adultos. De acordo com Hadel, o orçamento para toda a primeira temporada foi equivalente ao de um único episódio de Family Guy (estimado em US$ 2 milhões).
Adult Swim renovou a série para uma segunda temporada em 9 de fevereiro de 2022.

## Transmissão
O piloto estreou inicialmente no Adult Swim nos Estados Unidos e no Canadá em 1 de abril de 2020, durante o evento de estreia do Dia da Mentira da rede.
A série estreou oficialmente em 10 de janeiro de 2022 com os episódios "Mr. Frog" e "Shrimp's Odyssey". O resto da série foi então transmitido em uma maratona de estreia não anunciada em sua totalidade seguido por uma reprise, tudo no mesmo dia. Os episódios seriam reexibidos com dois episódios separados sendo exibidos nos slots de estreia previstos para as 4 semanas seguintes, incluindo outra maratona na noite de 13 de fevereiro, provavelmente para atrair espectadores sintonizados na final do Super Bowl LVI, bem como promover a disponibilidade da série através do HBO Max e as recentes notícias de renovação da série.
No Canadá, a série estreou simultaneamente no Adult Swim Canada com novos episódios sendo exibidos semanalmente. A série mais tarde estreou na E4 no Reino Unido em 21 de janeiro de 2022 e no Adult Swim na França em 24 de janeiro de 2022.
A série foi disponibilizada para transmissão na HBO Max nos Estados Unidos e na StackTV no Canadá em 9 de fevereiro.